# Theope pseudopedias
Theope pseudopedias is een vlindersoort uit de familie van de prachtvlinders (Riodinidae), onderfamilie Riodininae.
Theope pseudopedias werd in 1999 beschreven door Hall, J.